# Ларсен, Биргер (футболист)
Биргер Хвирринг Ларсен (дат. Birger Hvirring Larsen; 27 марта 1942, Копенгаген — 28 января 2024) — датский футболист, защитник.

## Клубная карьера
Во взрослом футболе дебютировал в 1961 году выступлениями за команду «Фрем», за который играл на протяжении всей своей карьеры игрока, продолжавшейся восемь лет. Долгое время являлся основным игроком защиты команды.
Завершил карьеру футболиста в 1969 году.

## Карьера в сборной
В 1963 году дебютировал в официальных матчах в составе национальной сборной Дании.
В составе сборной был участником чемпионата Европы 1964 года во Франции.
Всего в составе сборной провёл 12 матчей, но не забил ни одного гола.

## Статистика

### Матчи Ларсена за сборную Дании
| Матчи Ларсена за сборную Дании | Матчи Ларсена за сборную Дании | Матчи Ларсена за сборную Дании | Матчи Ларсена за сборную Дании | Матчи Ларсена за сборную Дании | Матчи Ларсена за сборную Дании      |
| ------------------------------ | ------------------------------ | ------------------------------ | ------------------------------ | ------------------------------ | ----------------------------------- |
| №                              | Дата                           | Соперник                       | Счёт                           | Голы Ларсена                   | Соревнование                        |
| 1                              | 29 июня 1963                   | Албания                        | 4:0                            | —                              | Чемпионат Европы 1964 (отбор)       |
| 2                              | 15 сентября 1963               | Норвегия                       | 4:0                            | —                              | Чемпионат Северной Европы 1960—1963 |
| 3                              | 17 июня 1964                   | СССР                           | 0:3                            | —                              | Чемпионат Европы 1964               |
| 4                              | 20 июня 1964                   | Венгрия                        | 1:3                            | —                              | Чемпионат Европы 1964               |
| 5                              | 28 июня 1964                   | Швеция                         | 1:4                            | —                              | Чемпионат Северной Европы 1964—1967 |
| 6                              | 6 сентября 1964                | Финляндия                      | 1:2                            | —                              | Чемпионат Северной Европы 1964—1967 |
| 7                              | 11 октября 1964                | Норвегия                       | 2:0                            | —                              | Чемпионат Северной Европы 1964—1967 |
| 8                              | 21 октября 1964                | Уэльс                          | 1:0                            | —                              | Чемпионат мира 1966 (отбор)         |
| 9                              | 26 сентября 1965               | Норвегия                       | 2:2                            | —                              | Чемпионат Северной Европы 1964—1967 |
| 10                             | 30 мая 1966                    | Турция                         | 0:0                            | —                              | Товарищеский матч                   |
| 11                             | 21 июня 1966                   | Португалия                     | 1:3                            | —                              | Товарищеский матч                   |
| 12                             | 26 июня 1966                   | Норвегия                       | 0:1                            | —                              | Чемпионат Северной Европы 1964—1967 |

Итого: 12 матчей / 0 голов; 4 победы, 2 ничьи, 6 поражений.